# Orthonevra splendens
Orthonevra splendens är en tvåvingeart som först beskrevs av Johann Wilhelm Meigen 1822.  Orthonevra splendens ingår i släktet glansblomflugor, och familjen blomflugor.
Artens utbredningsområde är Tyskland. Inga underarter finns listade i Catalogue of Life.